# 奈緒
奈緒（日語：奈緒／なお Nao，1995年2月10日—），日本女演員，福岡縣福岡市出身。北極星東京演藝學校（創辦人野島伸司）一期生。舊藝名為「本田 なお」。事務所為Irving。

## 戲劇演出

### 電視劇
- 福岡戀愛白書（KBC電視台）
  - 福岡恋愛白書8 （2013年3月22日）
  - 福岡恋愛白書13〜キミの世界の向こう側〜（2018年3月23日） - 飾 佐々木律
- 明太子夫婦（2013年8月3日、西日本電視台）
  - 明太子夫婦2（2015年2月10日・27日） - 飾 弥生 ※奈緒名義
- （2014年12月 - 、TBS）
- 福岡発地域電視劇
  - 这里才有的幸福（2015年3月8日、NHK BS Premium） - 飾 福子（19歳） ※奈緒名義
  - 六本松愛し方改革（2018年8月4日 - 9月1日、NHK福岡） - 飾 奈緒
  - 福冈美人来了！（2019年3月1日、NHK綜合〈九州沖縄〉・2019年4月29日、5月29日、NHK BS4K） - 飾 稲村築子
- 我讨厌父亲（2015年3月29日、NHK BS Premium） - 飾 桃香
- 美女與男子 最終回（2015年8月25日、NHK綜合）
- 神秘 LIVE：四角馆的密室杀人事件（2016年1月23日 - 24日、NHK BS Premium） - 飾
- Chef～三星級營養午餐～ 第5話・第6話（2016年11月10日・17日、富士電視台） - 飾 宮田加奈
- 冬芽之人（2017年4月5日、東京電視台） - 飾 關口照美
- 最终幻想XIV 光之老爸（2017年4月19日 - 5月31日、MBS） - 飾 藤本
- 愛情敗犬向前衝 第4話（2017年4月27日、讀賣電視台・日本電視台） - 飾 今泉万里江
- 下北澤die hard 第11話（最終話）（2017年9月29日、東京電視台） - 飾
- 紅鬍子（2017年11月3日 - 12月22日、NHK BS Premium / 2018年9月1日 - 10月20日、NHK綜合） - 飾 
  - 紅鬍子2（2019年11月1日 - 12月20日、NHK BS Premium） - 飾 
  - 紅鬍子3（2020年10月23日 - 12月4日、NHK NHK BS Premium・NHK BS4K）
  - 紅鬍子4（2022年11月4日 - 12月23日、NHK BS Premium・NHK BS4K）
- 連續電視小說 半邊藍天（2018年4月2日 - 9月29日、NHK）- 飾 木田原（西園寺）菜生
- SURVIVAL WEDDING（2018年7月14日 - 9月22日、日本電視台） - 飾 栗原美里
- 野乃湯（2019年4月14日 - 6月23日、BS12） - 飾 鮫島野乃
- 輪到你了（2019年4月14日、日本電視台） - 飾 尾野幹葉
  - 劇場版公開記念!「輪到你了」金曜ロードショー完全新撮スペシャル!!（2021年12月10日）
- 潤一 第二話「環」（2019年7月20日、關西電視台） - 飾 梢
- 熟男還不結婚（2019年10月8日、關西電視台） - 飾 横田詩織
- 想被拥抱的12个女人 第10話（2019年12月8日、大阪電視台） -
- 異鄉人：上海的芥川龍之介（2019年12月30日、NHK） - 飾 芥川文
- 無論生病的時候，健康的時候（2020年1月21日、日本電視台）- 飾 本橋櫻子（女主角）
- 雙重預約（2020年6月28日、日本電視台） - 飾 マヤ（MAYA）
- 龍之道 雙面復仇者（2020年7月28日 - 9月15日、關西電視台・富士電視台） - 飾 遠山凛子
- 姐姐的戀人（2020年10月27日、關西電視台・富士電視台）- 飾 濱野美雪
- 演绎屋（2021年月30日、WOWOW） - 飾 
  - 演绎屋 Re:act（2024年5月24日 - 7月5日、WOWOW）
- 正義的天秤（2021年9月25日 - 10月23日、NHK総合） - 飾 佐伯芽衣（女主角）
  - 正義的天秤 season2（2023年5月6日 - 6月3日）
- 這是戀愛！～不良少年與白手杖女孩～（2021年10月6日、日本電視台） - 飾 赤座和泉
- 真凶標籤 特別編（2021年12月26日、日本電視台） - 飾 尾野幹葉
- 人间恐怖 第4話「宮戸川・上」、最終話「宮戸川・下」（2022年2月27日・3月6日、WOWOW） - 飾
- 雪国 -SNOW COUNTRY-（2022年4月16日、NHK BS Premium・NHK BS4K〈3月28日先行放送〉 / 2023年2月12日、NHK綜合） - 飾 駒子（女主角）
- 星新一的不可思议短剧『窓』（2022年6月21日、NHK BS4K・NHK BS Premium） - 飾 若い女（mi-na ミーナ / 村上）
- First Penguin!（2022年10月5日、日本電視台） - 飾 岩崎和佳
- 雙刃斧（2022年11月13日、WOWOW） - 飾 川澄日葵
- 忍者結婚很難 最終話（2023年3月16日、富士電視台） - 飾 山田美智
- 我們之間沒有的（2023年4月13日、富士電視台） - 飾 吉野美智
- 春暖花開的那一天（2024年1月15日、富士電視台） - 飾 椎名瞳
- 好想把那個人渣狠揍一頓（2024年10月8日 - 12月10日、TBS） - 飾
- 東京沙拉碗（2025年1月7日 - 3月4日、NHK）- 飾 鴻田麻里[2]

### 網路劇
- 連続ドラマ いと 序章（2013年4月、RecoChoku / OTOTOY） - 飾 七海
- 下雨时你的温柔（2017年9月 - 10月、Hulu） - 飾 平川百合
- 卡夫卡的东京绝望日记（2019年4月2日 - 、万代南梦宫艺术YouTube Channel） - 飾
- 死神先生2 第2話（2022年9月24日、Hulu）- 飾 藤代唯

### 电视动画
- 彼时彼女（2018年10月7日 - 12月23日、KBC電視台） -
- 奇蛋物語 第七話（2021年2月23日、日本電視台） - 川井千秋（川井梨花的母親）[3]

### 映画
- 雨女（2016年6月4日） - 飾 史恵
- HiGH&LOW THE MOVIE（2016年7月16日） - 飾 お天気お姉さん
- 拳击场故事（2017年10月14日） - 飾 小野寺絵里
- 武士马拉松（2019年2月22日） - 飾
- 瑤香的備前燒（2019年11月30日） - 飾 小山はるか
- 演绎屋 reDESIGN（2019年11月30日） - 飾
- 原本以為只是手機掉了 被囚禁的殺人魔（2020年2月21日） - 飾 安西優香
- 剧场特别版 卡夫卡的东京绝望日记（2020年2月28日） - 飾
- 我喜欢的女子（2020年8月14日） - 飾 佐伯美帆
- 事故物件 恐い間取り（2020年8月28日） - 飾 小坂梓（女主角）
- 亲吻镜头！〜COME ON,KISS ME AGAIN!〜（2020年9月4日）
- 澪之料理帖（2020年10月16日） - 飾 野江（朝日太夫）
- 劇場版 Signal 長期未解決事件搜查班（2021年4月2日） - 飾
- 彼女来来（2021年6月18日） - 飾 田辺茉莉
- 老師，您可以坐在我旁邊嗎？（2021年9月10日） - 飾 桜田千佳
- 永遠比那些笨蛋年輕（2021年9月17日） - 飾 猪乃木楠子
- 親愛的多桑（2021年9月23日） - 飾 御堂江津子
- 草之韵（2021年10月8日） - 飾 工藤純子
- 輪到你了 劇場版（2021年12月10日） - 飾 尾野幹葉
- 餘命十年（2022年3月4日） - 飾 藤崎沙苗
- MIRRORLIAR FILMS Season3「可愛かった犬、あんこ」（2022年5月6日） - 主演
- TANG（2022年8月11日） - 飾 大槻凛
- 我破碎的麻里子（2022年9月30日） - 飾 麻里子
- #人孔（2023年2月10日） - 飾 工藤舞
- 詭屋（2023年9月1日） - 飾 本田
- 陰陽師0（2024年4月19日） - 飾　徽子女王
- 告白 CONFESSION（2024年5月31日） - 飾 西田さゆり
- 老师的善意谎言（2024年7月5日） - 飾 原美鈴
- 傲慢与善良（2024年9月27日） - 飾 坂庭真実（與藤谷太輔〈Kis-My-Ft2〉雙主演）

## 得獎紀錄
- 2019年第102回日劇學院賞 助演女優賞（《輪到你了》）
- 2021年橫濱電影節 最優秀新人賞（《草の響き》、《マイ・ダディ》、《君は永遠にそいつらより若い》）
- 2023年第116回日劇學院賞 主演女優賞（《我們之間沒有的》）
- 2023年第27回日刊體育日劇大賞 主演女優賞（《我們之間沒有的》、《春暖花開的那一天》

## 外部連結
- 官方网站
- 奈緒 經紀公司官方網站 （页面存档备份，存于）
- 奈緒的X（前Twitter）
- 奈緒的Instagram帳戶
- 奈緒（絵日記）的Instagram帳戶
- 奈緒的新浪微博
- 本田 なお的Facebook專頁